# Mesaje de dincolo
Mesaje de dincolo (în engleză Ghost Whisperer) a fost un serial american produs și difuzat pentru prima dată de televiziunea CBS pe data de 23 septembrie 2005.

## Producția serialului

### Conceptul vieții în Mesaje de dincolo
În serialul Mesaje de dincolo, spiritele oamenilor decedați rămând pe pământ dacă au probleme nerezolvate și devin astfel „spirite neîmpăcate“. După ce își îndeplinesc misiunea pe pământ, ele pot trece în lumină sau în întuneric. Aceste două locuri reprezintă unul dintre elementele cheie ale serialului.
Lumina
După ce Melinda Gordon ajută spiritele să „treacă dincolo“, ele văd o lumină albă puternică. Lumina este corespondentă cu Raiul. Ea este invizibilă pentru oamenii simpli și este arătată de foarte puține ori, în episoade precum Alesul. În acest episod, datorită multitudinii de spirite care „trec dicolo“, lumina este foarte puternică și vizibilă oamenilor de rând. Majoritatea spiritelor care trec în lumină sunt surprinși zâmbind, fiind fericiți și uneori văd persoane dragi aflate acolo precum bunicii. Aproape toate spiritele prezentate în serial trec spre partea bună.

## Personaje
| Protagoniștii serialului - Personaj (Actor) - | Protagoniștii serialului - Personaj (Actor) - |
| --------------------------------------------- | --------------------------------------------- |
|                                               | Melinda Gordon (Jennifer Love Hewitt)         |
|                                               | Jim Clancy (David Conrad)                     |
|                                               | Andrea Marino (Aisha Tyler)                   |
|                                               | Delia Banks (Camryn Manheim)                  |
|                                               | Rick Payne (Jay Mohr)                         |

Până în prezent, distribuția serialului Mesaje de dincolo din fiecare sezon a cuprins în medie cinci personaje cu roluri majore, la care s-au adăugat unele cu apariții episodice. În aproape fiecare episod al serialului apar unul sau două spirite care îi cer ajutorul Melindei Gordin. Aceste personaje episodice nu mai apar niciodată în producție, având distribuție pentru un singur episod. La finele primului sezon Andrea Marino moare într-un accident aviatic, astfel ea nu mai apare în serial. Cel de-al doilea sezon are în mare parte aceeași distribuție a sezonului inițial, la care se alătură un personaj principal nou, în persoana Deliei Banks, un agent imobiliar cu care Gordon se împrietenește. În același sezon apare și Rick Payne, profesor universitar la colegiul Rockland, care are apariții episodice. El devine personaj principal în cel de-al treilea sezon.
Melinda Gordon
Personajul principal, Melinda Gordon (interpretat de Jennifer Love Hewitt) are abilitatea de a vorbi cu spiritele persoanelor decedate aflate încă pe pământ. Încă din copilărie, Gordon a conștientizat puterile speciale pe care le posedă. Mama și bunica Melindei au aceleași abilități, iar bunica sa este singura care o sprijină și o ajută să înțeleagă și să își perfecționeze harul. Mama sa, deși poate vedea spirite neagă acest lucru și încearcă același lucru și cu Melinda. Ea s-a stabilit în orașul fictiv Grandview după ce s-a măritat cu Jim Clancy, un paramedic care îi cunoaște abilitățile paranormale. Cei doi nu au copii. Melinda deține un magazin de antichități, numit La fel cum nu a fost niciodată.
Jim Clancy
Jim Clancy (interpretat de David Conrad) este soțul Melindei Gordon. Ca un star al seriei, el apare în fiecare episod. Clancy a avut o copilărie nefericită, marcată de moartea fratelui său, Dan. Jim se căsătorește cu Melinda la începutul serialului, iar cei doi se mută în Grandview, unde el profesează ca paramedic. Știind ce abilități speciale are Melinda, el încearcă să o ajute cât de mult poate, deși uneori pare sceptic în privința spiritelor.
Andrea Marino
Andrea Marino este un personaj principal al serialului de-a lungul primului sezon. Interpretată de Aisha Tyler, ea este cea mai bună prietenă a Melindei. Cele două se asociază pentru a conduce împreună magazinul La fel cum nu a fost niciodată. Gordon capătă destulă încredere în Andrea și decide să îi spună despre harul său. Aceasta o înțelege și o ajută în dezlegarea unor mistere.
La sfârșitul primului sezon, Andrea Marino moare într-un accident aviatic. Romano, un spirit malefic încearcă să o atragă de partea sa. Totuși, ea este ghidată de către Melinda spre lumină și nu mai apare în niciun episod. Totuși, de-a lungul serialului, Andrea mai este menționată însă rareori.
Delia Banks
Delia Banks se alătură distribuției serialului la începutul celui de-al doilea sezon. Ea, un agent imobiliar și fiul său, Ned locuiesc împreună în Grandview, soțul Deliei murind cu trei ani înainte de apariția celor doi în serial. Personajul este interpretat de către Camryn Manheim.
Delia o întâlnește pe Melinda Gordon după ce aceasta o sună pentru a-i spune că fiul său, Ned încerca să fure din magazinul său de antichități.
Odată cu trecerea timpului cele două devin prietene, Delia ajutând-o pe Melinda în contabilitatea magazinului. Banks află care sunt capacitățile lui Gordon în episodul Prima fantomă a Deliei. Ea este sceptică cu privire la harul Melindei. Totuși, cele două discută probleme legate de spiritism.
Rick Payne
Rick Payne (interpretat de Jay Mohr) este profesor la Universitatea Rockland din Grandview. El trăiește alături de soția sa, Kate, care moare. El apare pentru prima dată în serial la începutul celui de-al doilea sezon când Melinda Gordon caută ajutor pentru a o salva pe prietena sa, Andrea Marino, care e afectată de spirite malefice. Gordon continuă să îi ceară ajutorul lui Rick cu privire la diverse fenomene paranormale. Totuși, ea decide să îi spună despre abilitățile sale supranaturale, după ce acesta observă că ea are un comportament ciudat.
În cel de-al treilea sezon, Rick Payne se alătură distribuției principale. El devine prieten bun cu Melinda, pe care o ajută să dezlege mistere.
Romano
În serial apar și alte personaje precum Romano, un spirit malefic care vrea cu orice preț să atragă suflete de partea sa. În primul episod din cel de-al doilea sezon, intitulat Dragostea nu moare niciodată, el încearcă să o atragă pe Andrea Marino de partea sa. Totuși el nu reușește acest lucru, Melinda ghidând-o pe Andrea spre lumină.

## Difuzare
Primul episod din Mesaje de dincolo a fost difuzat în premieră mondială de televiziunea americană CBS pe data de 23 septembrie a anului 2005 la ora 20:00. Serialul a fost transmis săptămânal, în fiecare seară de vineri. Până la data de 16 mai a anului 2008, 62 de episoade au fost difuzate. Ultimul episod al primei serii a fost transmis pe data de 5 mai, 2008. Al doilea sezon a fost difuzat în perioada 22 septembrie, 2006 - 11 mai, 2007. Cel de-al treilea sezon a rulat între 28 septembrie, 2007 - 16 mai, 2008 la același interval orar. Cel de-al patrulea sezon al serialului va fi difuzat în America tot de către televiziunea CBS din data de 12 septembrie, 2008.
În România, vestea achiziționării producției de către Pro TV a fost făcută publică pe data de 6 septembrie, 2006, serialul având premiera la data de 7 octombrie, 2006. El a fost difuzat săptămânal la ora 17:45 în zilele de sâmbătă. Mesaje de dincolo a fost redifuzat în zilele vară în 2007 de marți și miercuri la aceeași oră. Ultimul episod al primei serii a fost transmis pe data de 5 mai, 2007.
În anul 2008, postul televizat AXN a achiziționat producția, iar difuzarea serialului a început la data de 23 ianuarie, 2008. Primul sezon din Mesaje de dincolo a fost difuzat în fiecare miercuri la ora 22:00. În luna iunie, producția a fost mutată la ora 21:00, iar săptămânal în zilele de miercuri au rulat câte două episoade. Ultimul episod al primei serii a fost transmis pe data de 11 iunie, 2008. La aceeași dată a început difuzarea celui de-al doilea sezon al serialului.Din 21 iulie 2008 la ora 17:45 Pro Tv difuzează seria a doua.
In 2010 cei de la CBS au anulat serialul.
În lista de mai jos se regăsesc țările în care s-a difuzat Mesaje de dincolo, ordonarea fiind făcută alfabetic.
| Țară/Titlu folosit, altul decât cel original                                | Canal TV                             | Premiera                         |
| --------------------------------------------------------------------------- | ------------------------------------ | -------------------------------- |
| Australia                                                                   | Channel Seven                        | 29 noiembrie 2005                |
| Brazilia                                                                    | Sony Entertainment Television        | 7 noiembrie, 2005                |
| Bulgaria Шепот от отвъдното (Mesaje de dincolo)                             | bTV                                  | 12 iunie, 2007                   |
| Canada                                                                      | CBS                                  | 23 septembrie 2005               |
| Filipine                                                                    | Star World                           | 6 mai, 2007                      |
| Finlanda Aavekuiskaaja                                                      | Nelonen                              | 11 septembrie 2006               |
| Franța Ghost whisperer                                                      | TF6 și TF1                           |                                  |
| Germania Ghost Whisperer - Stimmen aus dem Jenseits                         | kabel eins                           | 2 august, 2006                   |
| Hong Kong 靈感應                                                            | Asia Television Limited              | 7 iunie, 2007                    |
| Israel הלוחשת לרוחות (Mesaje de dincolo)                                    | yes STARS                            | 7 iunie, 2007                    |
| Italia Ghost Whisperer - Presenze (Mesaje de dincolo - Prezențe)            | FOX Life Rai Due                     | 1 martie, 2006 28 iunie, 2007    |
| Mexic Almas Perdidas: Ghost Whisperer (Suflete pierdute: Mesaje de dincolo) | Sony Entertainment Television        | 11 iulie, 2006                   |
| Polonia Zaklinacz duchów (Vrăjitorul sufletelor)                            | FOX Life                             | 5 ianuarie, 2007                 |
| Portugalia Entre Vidas (Între vieți)                                        | FOX Life                             | 5 ianuarie, 2007                 |
| Regatul Unit                                                                | E4                                   | 11 iulie 2006                    |
| România · Mesaje de dincolo                                                 | Pro TV Sezonul 5 AXN sezoanele 1-5 - | 1 august, 2009 23 ianuarie, 2008 |
| Slovenia                                                                    | TV3                                  |                                  |
| Statele Unite ale Americii                                                  | CBS                                  | 23 septembrie 2005               |
| Thailanda                                                                   | Star World                           | 20 mai, 2007                     |
| Turcia Mesaje de dincolo                                                    | CNBC-e                               | 10 septembrie, 2006              |